# Notoceras bicorne
Notoceras bicorne är en korsblommig växtart som först beskrevs av William Aiton, och fick sitt nu gällande namn av Mariano del Amo y Mora. Notoceras bicorne ingår i släktet Notoceras och familjen korsblommiga växter. Inga underarter finns listade i Catalogue of Life.